# Rire nerveux
Le rire nerveux est un rire provoqué par l'expression d'une anxiété, d'un embarras, d'un malaise ou d'une confusion de la part d'un individu, plutôt que par l'amusement. Le rire nerveux est généralement moins fort dans son expression qu'un « bon rire du ventre », et peut être associé à des regards confus ou à un silence gêné de la part des autres individus aux alentours. Le rire nerveux est considéré comme analogue au rire de courtoisie, qui peut être rendu par un effort plus conscient dans le but de faire avancer une situation plus rapidement, surtout lorsque le comédien fait une pause pour rire.

## Caractéristiques
Le rire nerveux est une réaction physique au stress, à la tension, à la confusion ou à l'anxiété. Le neuroscientifique Vilayanur S. Ramachandran déclare : « Nous avons un rire nerveux parce que nous voulons nous faire croire que la chose horrible que nous avons rencontrée n'est pas vraiment aussi horrible qu'elle le paraît, quelque chose que nous voulons croire. » Le psychologue et neuroscientifique Robert Provine, de l'Université du Maryland, a étudié plus de 1 200 « épisodes de rire » et a déterminé que 80 % des rires ne sont pas une réponse à une blague intentionnelle.
Le rire nerveux provient de la gorge. Ce rire nerveux n'est pas un véritable rire, mais une expression de tension et d'anxiété. Au lieu de détendre une personne, le rire nerveux la crispe encore plus. Une grande partie de ce rire nerveux est produite en période de stress émotionnel particulièrement intense, notamment lorsqu'une personne a peur de nuire à une autre personne de diverses manières, par exemple au niveau des sentiments ou même physiquement.
Les individus rient lorsqu'ils ont besoin de projeter leur dignité et leur contrôle dans des moments de stress et d'anxiété. Dans ces situations, les individus rient généralement dans une tentative subconsciente de réduire le stress et de se calmer, mais il en va souvent autrement. Le rire nerveux est souvent considéré comme un faux rire et accentue même la maladresse de la situation.
Les gens peuvent rire nerveusement lorsqu'ils sont exposés au stress en étant témoins de la douleur des autres. Par exemple, dans l'expérience de Stanley Milgram sur l'obéissance, on demandait aux sujets (« enseignants ») de punir les « apprenants » chaque fois que ces derniers répondaient incorrectement à une question. Bien que les « apprenants » n'aient pas été réellement punis, les sujets pensaient l'avoir été. Au cours de l'étude, de nombreux « sujets ont montré des signes de tension et de conflit extrêmes. » Milgram a observé que certains sujets riaient nerveusement lorsqu'ils entendaient les faux cris de douleur des « apprenants ». Dans A Brief Tour of Human Consciousness, le neuroscientifique V.S. Ramachandran suggère que le rire est utilisé comme un mécanisme de défense pour se prémunir contre une anxiété écrasante. Le rire atténue souvent la souffrance associée à un événement traumatique.